# Danzantes
Los danzantes es un grupo de fanáticos que se formó el año 1373 en la ciudad de Aquisgran, de donde se extendió al país de Lieja, a Hainault y a Flandes. 
Estos herejes, tanto hombres como mujeres, comenzaban a bailar de improviso asidos entre sí por las manos y daban vueltas hasta perder la respiración y caer al suelo sin dar casi señales de vida. Pretendían ser favorecidos con visiones maravillosas durante aquella agitación extraordinaria. Pedían limosna de pueblo en pueblo como los flagelantes, tenían juntas secretas y despreciaban al clero y el culto recibido en la iglesia como los demás herejes. Las circunstancias de esta especie de frenesí parecieron tan extraordinarias que los eclesiásticos de Lieja tuvieron por posesos a los danzantes y recurrieron a los exorcismos para curarlos.